# Lengyel krónika

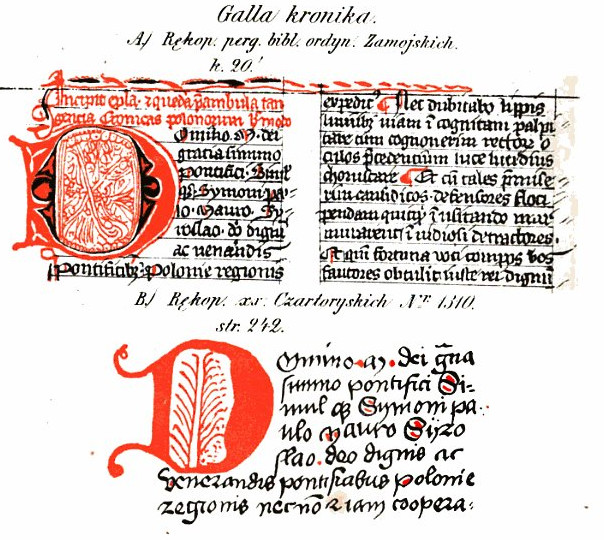
A krónika egy lapja a Zamojski-kódexből

A Lengyel krónika (teljes címe: A lengyel fejedelmek avagy Hercegek krónikája és tettei, latinul: Cronica et gesta ducum sive principum Polonorum, lengyelül: Kronika i czyny książąt czyli władców polskich, röviden: Kronika polska vagy Kronika Galla Anonima) Gallus Anonymus ismeretlen krónikás által 1113-1116 táján írt mű. Ez az első lengyel krónika. Az államalapítástól, azaz a Piastok legendájától a szerző életéig, III. (Ferdeszájú) Boleszláv uralkodásáig mutatja be a lengyel történelmet és eredetmondákat.
A műnek több magyar vonatkozása van. Szerzője feltehetően Magyarországról érkezett Lengyelországba, és a krónikából kitűnően jól ismerte a magyar viszonyokat. Ezen felül számos történelmi adatot rögzített Magyarországról vagy magyar uralkodókról a krónikájában.

## Története
A krónika a legtöbb kutató szerint 1109 és 1118 között készülhetett, méghozzá Krakkóban, a fejedelmi udvar közelében. A benne említett események miatt sokan ennél szűkebben határozzák meg a keletkezés idejét 1113 és 1116 között. A későbbi évekből egyébként már semmit sem lehet tudni Gallus Anonymusról. A szerző feltételezhetően bencés szerzetes volt, aki sokak szerint francia, flamand vagy velencei gyökerekkel bírt.
A krónikás műve három késő középkori kézirat-másolatban maradt fenn különféle kiadványokban, melyek más szövegeket, illetve krónikákat is tartalmaznak:
- Az 1340 után keletkezett Zamojski-kódex 92 lapból áll, tartalmazza többek között a Lengyel-Magyar Krónika (Kronika polsko-węgierska) kéziratát is, és jelenleg a varsói Nemzeti Könyvtárban (Biblioteka Narodowa) őrzik.
- A Sędziwój-kódex 1434–1437 és 1466–1467 között keletkezett több részletben, 949 lapos, ugyancsak tartalmazza a Lengyel-Magyar Krónikát, s a Czartoryski Könyvtár (Biblioteka Czartoryskich) őrzi Krakkóban.
- A Szamotulski-kódex (más néven: Heilsbergi Kódex) 1469–1471 körül készült, 140 lapot tartalmaz, és 1959 óta ez is a Nemzeti Könyvtár birtokában van Varsóban. Tartalmazza a Drzewrza-krónikát, valamint a Kis-lengyel Évkönyvet. Ez a kiadvány számos kézen és országban megfordult. 1764 táján Poniatowski király tulajdonában állt. Aztán a Czartoryskiaké lett Puławyban, akik az 1830-1831-es felkeléskor Párizsba, a nagy emigráció egyik szellemi központjába menekítették sok más értékkel együtt. 1939-ben viszont Krakkóból Kanadába szállították, mivel kitört a második világháború, és így akarták az épségét megőrizni. (A királyi ékszerdoboz története bizonyítja, hogy a háborús pusztítástól való félelem nem volt alaptalan.)

Általános vélekedés szerint a három másolat közül a Szamotulski-kódex tartalmazza az eredetihez leginkább közelítő szöveget.
A Heilsbergi Kódex első tulajdonosa, Marcin Kromer (1512–1589) még nem tartotta fontosnak kiadni a szöveget, bár saját történeti munkájánál felhasználta azt forrásként. Őt követően azonban a három kéziratmásolat alapján különféle nyomdai kiadások láttak napvilágot az évek során. Elsőként Gottfied Lengnich (1689-1774) danzigi retorikatanár nyomtatta ki a krónikát annak heilsbergi változata alapján. Az 1749-ben megjelent kiadvány tartalmazta Wincenty Kadłubek krónikáját is, mely sokkal ismertebb volt a Lengyel krónikánál, és így nagyobb hatással volt a lengyel közgondolkodás alakulására. Másodikként Jan W. Bandtkie varsói római jogi és jogtörténeti tanár küldte nyomdába az anyagot Varsóban, 1824-ben, de a kiadás a szöveget a Sędziwój-féle kézirat alapján dolgozta fel. Az első kritikai, azaz tudományos igényű kiadásra 1851-ben, a Monumenta Germaniae Historica sorozat keretében került sor. A munkát Jan Szlachtowski lwówi és Rudolf Koepke berlini történészek végezték el másokkal együttműködve. A kiadáshoz a Zamojski- és a Sędziwój-kódex szövegét vették alapul. A krónikát ezt követően többször is megjelentették, pl. 1864-ben, 1899-ben és 1952-ben.
A latin nyelvű krónika más nyelvre való fordításának igénye a 19. században jelentkezett.  A fordítások minősége természetesen nagyban függött attól, hogy melyik szövegváltozatot, melyik kritikai kiadást vették alapul. Az első fordítás Hipolit Kownacki nevéhez fűződik, aki a krónikát 1831-ben lengyel nyelvre ültette át. Kownacki sem történészi, sem nyelvészeti képzettséggel nem rendelkezett, ezért munkája nem volt hibátlan. A következő fordítás 1923-ban készült. Roman Grodecki készítette, aki az 1864-es lwówi kiadást vette alapul. Grodecki is ejtett hibákat, melyeket később Marian Plezia javított ki, lábjegyzetekkel is ellátva egyúttal a szöveget. Oroszra 1961-ben fordították le azzal összefüggésben, hogy számos adatot tartalmaz a krónika a Kijevi Ruszról. 1978-ban pedig a német fordítás készült el, melynek nevezetessége, hogy ez volt az első olyan kiadás, amikor modern nyugati világnyelven lehetett olvasni. Azóta angolul, egyes részei olaszul, japánul is hozzáférhetők. A magyar fordítás 2007-ben lett kész, Bagi Dániel munkája. A fordítást Galántai Erzsébet ellenőrizte, a verseket Jankovits László fordította.

## Leírás

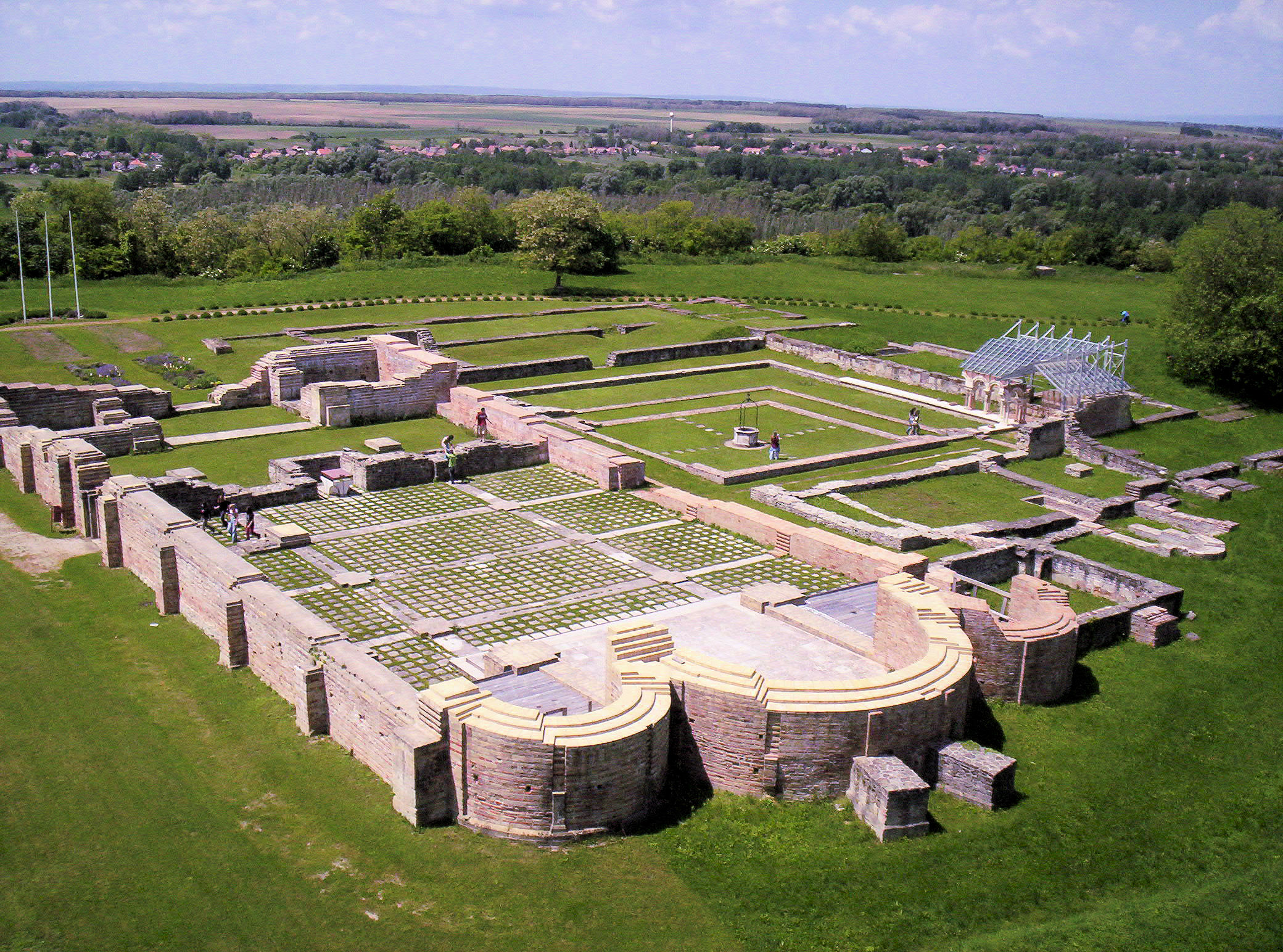
A somogyvári bencés templom romjai

A Lengyel krónika műfaja nehezen meghatározható. Egyszerre geszta (pl. Boleszláv tetteinek elbeszélése), krónika (a lengyel történelem időrendi elbeszélése a Piastoktól Boleszlávig) és legenda (Szent Szaniszló életrajza). Három könyvet tartalmaz, melyek fejezetekre tagolódnak. Az első könyv a Piastok történetét, a második Boleszláv fiatal éveit, a harmadik pedig az 1109 és 1113 közötti évek eseményeit meséli el. Összesen 108 (32 + 50 + 26) fejezet található benne. A fejezetcímek valószínűleg későbbi hozzátoldások az eredeti szöveghez.
A krónika szövege rímpróza és időnként vers, illetve ritmikus próza. Általában véve kevésbé mély filozófiai alkotás, inkább lüktető, feszes elbeszélő stílus jellemzi, melynek az is a különlegessége, hogy a latin mellett már néhány szláv szó is feltűnik benne. A csataleírások különösen érzékletes, élettel teli leírások.
Gallus Anonymusra több ókori és kora középkori szerző, illetve mű is hatással volt. Előbbiek közül igazolhatóan ismerte Sallustiust, Liviust és Tacitust, utóbbiak közül pedig Regino világkrónikáját, Einhard Nagy Károly-életrajzát és Widukind szász történetét, továbbá Ovidiust, Vergiliust, Boethiust, Sidonius Apollinarist és Nagy Szent Gergelyt. A krónika bibliai forrásait 1952-ben Karol Maleczyński szedte listába. Gallus a mitológiai történeteket azonban szabadon kezelte, azaz átírta, elferdítette.
A krónika sajátos tartalma miatt részben meseszerű, részben pedig történeti forrás. A tudomány szerint a gonosz Popiel fejedelem, a földműves Piast, a felesége Rzepka és a fiúk, Siemowit kitalált, legendabeli személyek. Sokat értekezik ugyanakkor a magyar királyokról, Álmosról, Szent Istvánról, Salamonról, Orseolo Péterről, Szent Lászlóról és Könyves Kálmánról, akik valóságos személyek voltak. A mű korabeli földrajzi adatai Közép-Európára terjednek ki egy kivételével, ez Saint-Gilles. Magyarországról Budát, Székesfehérvárt és Somogyvárt említi.
Bagi Dániel szerint a 3. könyv 25. fejezetéből olvasható ki, hogy miért írta meg Gallus a művét. E szerint a krónika fő elvi kérdése az, hogy Boleszláv a maga és dinasztiájának történetével igazolni kívánta trónigényét féltestvérével, Zbigniew-vel szemben, illetve nyomatékosítani a jogát a kizárólagos uralomra. Zbigniew ugyanis a szeniorátus alapján részt követelt magának a hatalomból, de Boleszláv megvakíttatta, hogy alkalmatlanná tegye az uralkodásra, és nem sokra rá Zbigniew meghalt. Emiatt indult Boleszláv bűnbocsánatért Magyarországra, ahol Gallus Anonymus aztán találkozhatott vele.

## Magyar krónika
A Lengyel krónikának a Boleszló halálát elmesélő része megegyezik a magyar krónikának azon részével, ami Szent István és Szent László haláláról szól. Emiatt feltételezik, hogy az első magyar és lengyel krónikának talán ugyanaz a személy, Gallus Anonymus volt a szerzője, vagy hogy legalább ismernie kellett a magyar krónika szövegét is.
Tagadhatatlan, hogy abban az egész évben senki nem rendezett Lengyelországban nyilvános mulatságot, egy nemes férfi vagy nő sem ékesítette magát ünnepi öltözékkel, nem hangzott fel taps vagy lant hangja a fogadókban, és nem járta be gyermeki ének vagy öröm hangja az utcákat.

## További irodalom
- Gallus Anonymus és Magyarország: a Geszta magyar adatai, forrásai, mintái, valamint a szerző történetszemlélete a latin Kelet-Közép-Európa 12. század eleji latin nyelvű történetírásának tükrében. Budapest, Argumentum Kiadó (2005) , 276 p. ISBN 9789634463559 ISBN 963446355X
- Królowie węgierscy w Kronice Galla Anonima. Kraków, Polska Akademia Umiejetnosci (2008) , 238 p. ISBN 9788360183908 ISBN 8360183902